# ژرژ-آلن وویی
ژرژ-آلن وویی (فرانسوی: Georges-Alain Vuille‎؛ ۱۹۴۸–۱۹۹۹) تهیه‌کننده فیلم اهل سوئیس بود.
از فیلم‌هایی که وی در آن‌ها نقش داشته‌است، می‌توان به آشانتی و سوگلی اشاره نمود.